# Металлург-2 (футбольный клуб, Запорожье, 1998)
«Металлург-2» (укр. ФК «Металург-2») — украинский футбольный клуб из Запорожья. Фарм-клуб команды «Металлург» (Запорожье). Играл во Второй лиге группы Б.
С сезона 1998—1999 выступал во Второй лиге. Домашние матчи проводил на стадионе «Спартак-ЗИГМУ». По финансовым причинам, с сезона 2012/2013 клуб не выступает.

## Прежние названия
- 1998—2003: «Металлург-2» Запорожье
- 2003—2004: «Металлург-Запорожье-2»
- 2004—2012: «Металлург-2» Запорожье

## Достижения
- 3 место во Второй лиге : 2004, 2006

## Тренеры
- Гимро, Игорь Георгиевич (2007—2008)